# آرامگاه یادمانی قره‌باغ‌لار
آرامگاه یادمانی قره‌باغ‌لار (به ترکی آذربایجانی: Qarabağlar türbəsi) مقبره‌ای است که در دهکده قره‌باغ‌لار شهرستان کنگرلی جمهوری آذربایجان در حدود ۳۰ کیلومتری قسمت شمال‌غربی نخجوان واقع شده است. آرامگاهی که در نیمه اول قرن چهاردهم ساخته شده است، تا حدی تخریب شده و شکلی استوانه‌ای با دوازده وجه نیم‌دایره دارد. بنایی که در قسمت داخلی آن به صورت دایره‌ای شکل است، ۳۰ متر ارتفاع دارد. دو مناره این بنا دارای پایه چهارضلعی در قسمت تحتانی است و در فاصله ۳۰ متری مقبره قرار دارند. مناره‌های این مجموعه متعلق به قرن دوازدهم میلادی است.
مقبره قره‌باغ‌لار بخشی از یک مجموعه شامل مقبره و دو مناره است. قدمت این مناره ها تقریباً به اواخر قرن ۱۲ و اوایل قرن ۱۳ می‌رسد. ایوانی که دو مناره را به هم متصل می‌کند نیز مربوط به قرن ۱۴ است. در این درگاه کوچک نامی از کوتوی خاتون وجود دارد. چنین پنداشته شده است که این نام، کوتوی خاتون همسر هولاکو خان بوده است. می‌توان نتیجه‌گیری کرد که یک معمار، که در ساخت مجموعه‌ای به افتخار کوتوی خاتون در مجتمع‌های جدید ساخته شده در قرون ۱۲-۱۳ را ساخت، سپس این بنای تاریخی را ساخته است. با توجه به این نظریه، ممکن است این بنا برای یادبود کوتوی خاتون ساخته شده باشد.
قدمت این بنای تاریخی و مناره‌های آن، به دلیل سبک و شیوه ساخت، می‌تواند مربوط به قرن ۱۴ میلادی و دوران سلطنت ابوسعید بهادرخان باشد. 

## نگارخانه

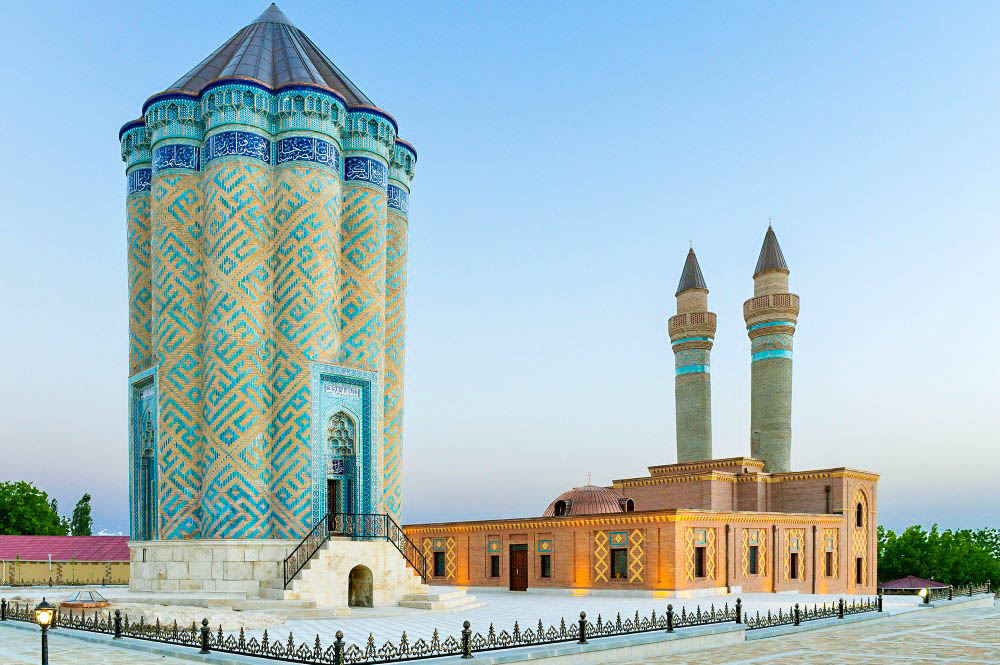
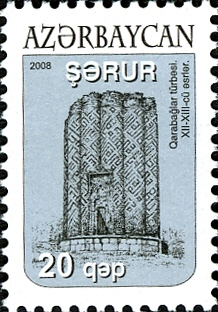
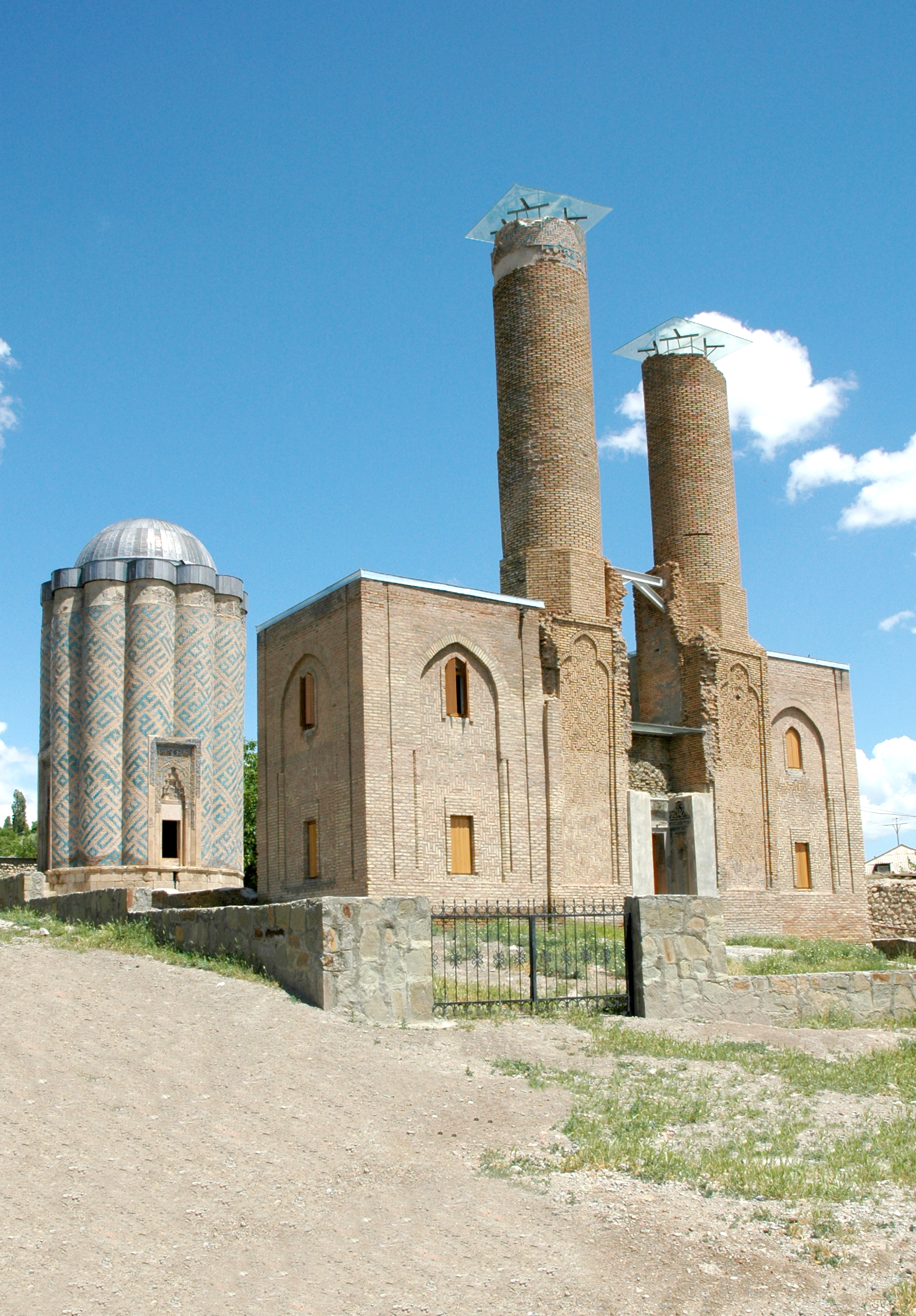
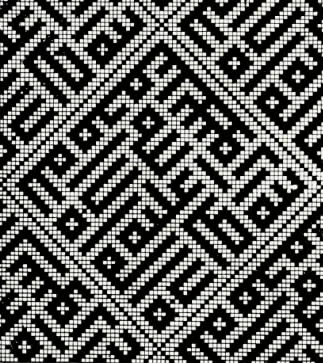